# 2011年國際足協女子世界盃決賽
2011年國際足協女子世界盃決賽於2011年7月17日在德國法蘭克福的德意志银行公园舉行，以決定2011年國際足協女子世界盃的冠軍 。
決賽對手為日本及美國，雙方在法定時間打成平手，進入加時階段仍以2比2賽和，日本在互射十二碼階段中以3比1獲勝，成為歷年來第一個贏得國際性足球賽事冠軍的亞洲國家這一場令人意外的「冷門」賽果對日本隊意義重大，四個月前日本發生東北地方太平洋近海地震，導致超過15000人死亡，全國仍處於大地震的陰霾當中，世界盃冠軍振奮國民帶來意外的喜悅。

## 背景
這場決賽是美國和日本首次在國際足協女子世界盃決賽對抗，美國第三次晉身女子世界盃決賽，並在1991年和1999年奪標；日本則首次晉身女子世界盃決賽，爭取繼美國、挪威和德國後第四個贏得女子世界盃冠軍的國家。在比賽前，由於日本發生受大地震影響幾乎退出比賽，國內女子聯賽被迫腰斬。
這場比賽是兩支球隊在女子世界盃的第三次交鋒，美國在1991年小組賽中以3-0擊敗日本，並在1995年八強賽中以4-0獲勝。決賽前美國從未輸過日本，取得22勝3和的戰績。在世界盃前，美國是國際足協女子世界排名第一，而日本則排名第四。
日本成為第二支進入國際足協女子世界盃的亞洲球隊，之前只有中國在1999年進入決賽階段，這也是僅有第二次沒有歐洲球隊參與的女子世界盃決賽。

## 晉級過程
美國意外地是2011年世界盃最後一支成功晉級的球隊，在2010年中北美洲及加勒比海女子金盃四強不敵墨西哥獲得第三名，美國轉戰附加賽擊敗意大利才獲得世界盃參賽資格。在決賽周中，美國被抽入C組。在小組賽中，他們先以2-0擊敗北韓，隨後以3-0大勝哥倫比亞，取得6分下提前取得晉身淘汰賽的資格。在最後一輪的分組賽，美國不敵瑞典1-2，以小組次名出線。在8強遇上巴西，美國憑阿比·在加時最後一刻的入球幫助球隊進行互射十二碼階段，互射十二碼美國以5-3擊敗巴西出線。在4強中，美國以3-1擊敗法國，事隔12年後第三度躋身決賽。
日本在2010年亞足聯女子亞洲盃中获得第三名从而成功連續第六次參加女子世界盃。在決賽周中，日本被抽入B組。在小組賽中，他們先以2-1擊敗新西蘭，隨後以3-0大勝墨西哥，取得6分下提前取得晉身淘汰賽的資格。在最後一輪的分組賽，日本不敵英格蘭0-2，以小組次名出線。在8強遇上主辦國兼上屆冠軍德國，最終憑丸山桂里奈在108分鐘的入球擊敗對手。在4強以3-1戰勝上屆季軍瑞典，歷史性首次晉身女子世界盃決賽。
| 排名 | 隊伍   | 賽 | 分 |
| ---- | ------ | -- | -- |
| 1    | 英格兰 | 3  | 7  |
| 2    | 日本   | 3  | 6  |
| 3    | 墨西哥 | 3  | 2  |
| 4    | 新西兰 | 3  | 1  |

| 排名 | 隊伍     | 賽 | 分 |
| ---- | -------- | -- | -- |
| 1    | 瑞典     | 3  | 9  |
| 2    | 美国     | 3  | 6  |
| 3    |          | 3  | 1  |
| 4    | 哥伦比亚 | 3  | 1  |

## 賽事

### 綜述
美國隊一開賽發動多個攻勢對日本隊造成壓力，在前20分鐘內卡莉·勞埃德、及阿比·的射門都未能為美國隊先開紀錄。22分鐘，大野忍為日本隊取得第一個射門。28分鐘，溫巴赫的射門擊中門楣。日本隊在第30分鐘也獲得機會，但是大野忍的突破被擋出。美國隊繼續施加壓力，44分鐘，克丽丝蒂·皮尔斯差點攻入一球但被撲出，上半場以0-0結束。儘管大部分時間處於防守狀態，但日本隊的控球率比美國隊高。
下半場開始後，美國隊仍然佔據優勢。49分鐘，獲得機會，希瑟·奥赖利傳到近柱摩根射門得手，日本守門員海堀步再一次救出險球。60分鐘，日本隊差點有機會入球，近賀由香里射門高出。69分鐘，美國隊成功瓦解日本隊的攻勢，梅根·拉皮諾在後場一記長傳，後備入替的亞歷克斯·摩根擺脫熊谷紗希的防守，用左腳低射攻入一球，幫助美國隊取得領先，比分變為1-0。落後的日本隊發起進攻，但克丽丝蒂·皮尔斯的良好防守難以突破。81分鐘，日本隊右路發動攻勢，蕾切尔·范霍勒贝克試圖解圍威脅，但阿莉·克里格的失誤為宮間綾獲得機會，近門射入比分扳平為1-1。90分鐘後比賽進入加時賽，比分仍為1-1。
進入加時賽，日本隊繼續保持較高的控球率，他們踢法仍然防守來對抗美國隊猛烈的攻勢。104分鐘，亞歷克斯·摩根在左路底線傳中，梅根·拉皮諾把握日本隊禁區的漏洞頂入，幫助美國隊以2-1領先。117分鐘，日本隊獲得一個角球，宮間綾傳一個低平球給澤穗希，她把握機會在近柱位置將球戳入，再次將比分追和。最終比赛仍以1-1結束，雙方進入互射十二碼階段。
在互射十二碼階段，美國隊的香农·博克斯，卡莉·劳埃德，托宾·希思連續三場射門不中，而日本隊在前三射中只有大儀見優季射失。阿比·雖然第四輪射入，但最終徒勞無功，熊谷紗希射入決定勝的一球，為日本隊首次捧起世界盃獎盃。她們將這個獎盃作為禮物獻給同年三月初遭受毀滅性地震的日本國內人民。

### 比賽詳情
| 2011年7月17日 20:45 CEST |

| 日本                                        | 2–2 （加時賽） | 美国                                            |
| ------------------------------------------- | -------------- | ----------------------------------------------- |
| - 宮間綾 81' - 澤穗希 117'                  | 報告           | - 69' - 阿比· 104'                              |
|                                             |                |                                                 |
| - 宮間綾 - 大儀見優季 - 阪口夢穗 - 熊谷紗希 | 3–1            | - 香农·博克斯 - 卡莉·劳埃德 - 托宾·希思 - 阿比· |

| 法蘭克福, 瓦爾德球場 觀眾人數：48,817 ：毕碧安娜·施泰因豪斯 (德國) |

| 日本 | 美國 |

| 門將       | 21 | 海堀步     |        |     |      |
| 後衞       | 2  | 近賀由香里 |        |     |      |
| 後衞       | 3  | 岩清水梓   | 120+1' |     |      |
| 後衞       | 4  | 熊谷紗希   |        |     |      |
| 後衞       | 15 | 鮫島彩     |        |     |      |
| 中場       | 11 | 大野忍     |        | 66' |      |
| 中場       | 6  | 阪口夢穗   |        |     |      |
| 中場       | 10 | 澤穗希 (c) |        |     |      |
| 中場       | 8  | 宮間綾     | 97'    |     |      |
| 前鋒       | 7  | 安藤梢     |        | 66' |      |
| 前鋒       | 9  | 川澄奈穗美 |        |     |      |
| 後備球員:  |    |            |        |     |      |
| 前鋒       | 18 | 丸山桂里奈 |        | 66' | 119' |
| 前鋒       | 17 | 大儀見優季 |        | 66' |      |
| 前鋒       | 20 | 岩淵真奈   |        |     | 119' |
| 教練:      |    |            |        |     |      |
| 佐佐木則夫 |    |            |        |     |      |

| 門將          | 1  |                     |  |      |
| 後衞          | 11 | 阿莉·克里格         |  |      |
| 後衞          | 19 | 蕾切尔·范霍勒贝克   |  |      |
| 後衞          | 3  | 克丽丝蒂·皮尔斯 (c) |  |      |
| 後衞          | 6  | 艾美·勒佩爾伯       |  |      |
| 中場          | 9  | 希瑟·奥赖利         |  |      |
| 中場          | 10 | 卡莉·劳埃德         |  |      |
| 中場          | 7  | 香农·博克斯         |  |      |
| 中場          | 15 |                     |  | 114' |
| 前鋒          | 12 | 劳伦·霍利迪         |  | 46'  |
| 前鋒          | 20 | 阿比·               |  |      |
| 後備球員:     |    |                     |  |      |
| 前鋒          | 13 |                     |  | 46'  |
| 中場          | 17 | 托宾·希思           |  | 114' |
| 教練:         |    |                     |  |      |
| 皮婭·松德哈格 |    |                     |  |      |

| 最佳球員： 海堀步 (日本) 助理裁判員： 瑪麗娜·沃茲尼亞克 (德國) 卡特琳·拉法爾斯基 (德國) 第四球證: 珍妮·帕爾奎斯特 (瑞典) | 比賽規則 - 90 分鐘賽事。 - 如有需要會進行 30 分鐘加時賽。 - 仍然賽和會進行互射十二碼。 - 最多三個換人調動。 |

### 統計
| 統計         | 日本 | 美國 |
| ------------ | ---- | ---- |
| 入球         | 2    | 2    |
| 射門數       | 14   | 27   |
| 射門命中目標 | 6    | 5    |
| 控球權       | 52%  | 48%  |
| 角球         | 4    | 8    |
| 犯規         | 11   | 10   |
| 越位         | 2    | 3    |
| 黃牌         | 1    | 0    |
| 紅牌         | 1    | 0    |

## 外部鏈接
- 2011年國際足協女子世界盃官方網站